# Hollywood (Irama e Rkomi)
Hollywood è un singolo dei cantanti italiani Irama e Rkomi, pubblicato il 9 giugno 2023 come primo estratto dal loro primo album collaborativo No Stress.

## Descrizione
Il brano, scritto e composto dai due artisti e Giuseppe Colonnelli, con la produzione di Shablo e Michele Corvino, vede i due artisti collaborare per la terza volta, dopo Luna piena e 5 gocce.
Nel testo, che parla di un amore spericolato, sono citate le ex fidanzate dei due artisti, Giulia De Lellis e Paola Di Benedetto.

## Accoglienza
Fabio Fiume di All Music Italia assegna al brano un punteggio di 7,5 su 10, scrivendo che il duo sia una «accoppiata potente sulla carta, risulta poi tale anche ne fatti», che sebbene sottolinei che le voci risultino «molto lavorate» in fase di produzione, esse siano inserite in maniere «assolutamente compatibile con il brano». Fiume apprezza inoltre l'uso di sonorità funky, che richiamano i Daft Punk.
Gabriele Fazio dell'Agenzia Giornalistica Italia scrive che la collaborazione si fondi sulla «iperproduzione» di Shablo che «prova a nascondere le falle, tante, a livello narrativo», ritenendola «fine a se stessa, utile solo per moltiplicare stream e follower».

## Video musicale
Il video, diretto da Francesco Lorusso e Broga's, è stato reso disponibile in concomitanza del lancio del singolo attraverso il canale YouTube di Rkomi.

## Tracce
Testi di Mirko Manuele Martorana, Filippo Maria Fanti, Giuseppe Colonnelli, musiche di Pablo Miguel Lombroni Capalbo, Michele Corvino.
1. Hollywood – 3:05

## Classifiche

### Classifiche settimanali
| Classifica (2023) | Posizione massima |
| ----------------- | ----------------- |
| Italia            | 17                |

### Classifiche di fine anno
| Classifica (2023) | Posizione |
| ----------------- | --------- |
| Italia            | 62        |